# Bibliographisches Datenformat

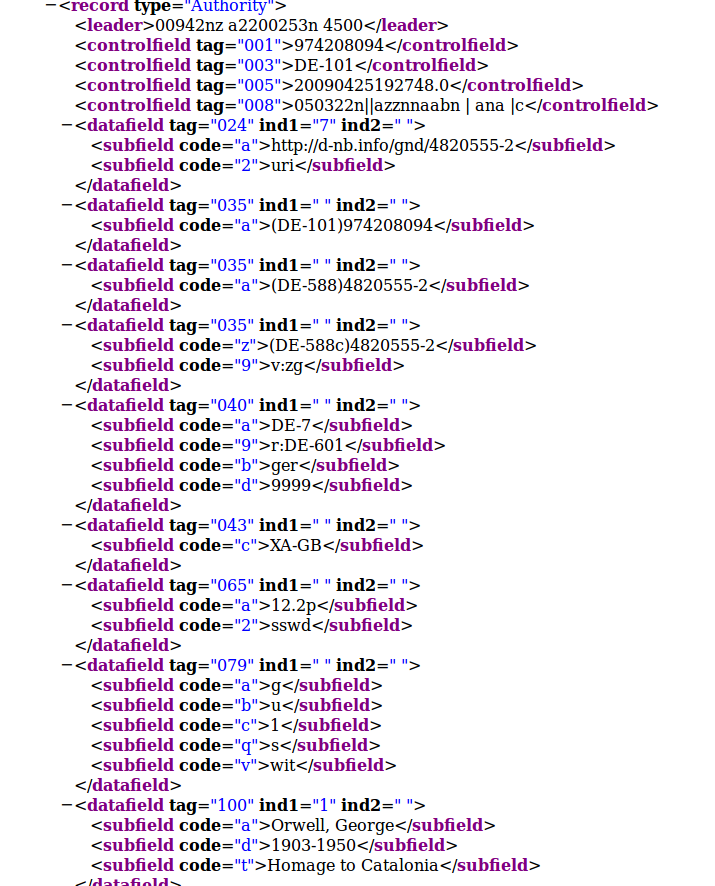
Beispieldatensatz im Format MARC21-XML (GND-Satz des Werkes Mein Katalonien von George Orwell)

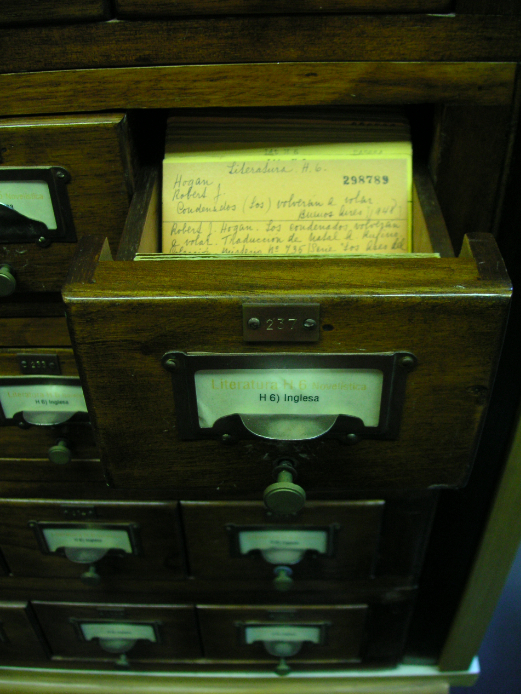
Die von Computern lesbaren Datenformate machten die nur von Menschen lesbaren Katalogkarten überflüssig

Ein bibliographisches Datenformat (oder bibliothekarisches Datenformat) ist ein Datenformat zur Beschreibung von Büchern und anderen Medien. Bibliotheken verwenden bibliographische Datenformate, um Daten über Medien mit Computern verarbeiten zu können. Eine wichtige Rolle spielen bibliographische Datenformate auch für den Austausch von bibliographischen Daten zwischen Bibliotheken. Es haben sich verschiedene standardisierte Formate entwickelt, von Bedeutung sind heute etwa Dublin Core, MAB und MARC.
In bibliographischen Datenformaten (und ihnen zugrunde liegenden bibliothekarischen Regelwerken) ist festgelegt, welche Informationen zu den Medien in einer Titelaufnahme vorkommen sollten. Beispielsweise wird eine Titelaufnahme zu einem Buch mindestens den Autor, den Titel und das Erscheinungsjahr des Buches angegeben. Bibliographische Datenformate geben nicht nur vor, welche Informationen Titelaufnahmen enthalten sollten, sie regeln auch, in welcher Reihenfolge diese Informationen angegeben werden und ob Angaben in einer bestimmten Form erfolgen müssen (beispielsweise darf in der Angabe zum Autor nur Text stehen, keine Zahlen). Um den benötigten Speicherplatz zu reduzieren, werden die Datenfelder selten mit Text beschrieben. Beispielsweise steht in einer maschinenlesbaren Titelaufnahme nicht „es folgt jetzt der zweite Herausgeber: Mustermann, Max“, sondern ein gleichbedeutender, aber maschinenlesbarer Code, wie etwa „105$a: Mustermann, Max“.
Wichtigster Lieferant von bibliographischen Daten in Deutschland ist die Deutsche Nationalbibliothek, die 2011 über 31 Millionen Datensätze verkaufte. Ausgeliefert wurden die Datensätze der DNB zunächst in MAB, 2013 erfolgte der Umstieg auf MARC 21.

## Vokabulare
Es bestehen heute zahlreiche verschiedene, von unterschiedlichen Organisationen erstellte Vokabulare, mit denen bibliographische Ressourcen beschrieben werden können. Einer der Unterschiede zwischen den zur Verfügung stehenden Vokabularen ist ihr Umfang. Von Bibliotheken benutzte Vokabulare wie MARC und MAB weisen hunderte von Kategorien auf, die mit Daten ausgefüllt werden können. Im Gegensatz dazu gibt es weniger umfangreiche Vokabulare, in denen nur die wichtigsten Informationen zu den beschriebenen Ressourcen wie Titel, Autor etc. angegeben werden können.
Weite Verbreitung finden heute die Dublin Core-Vokabulare. Mit ihnen erstellte Datensätze enthalten die grundlegendsten Informationen zur beschriebenen Ressource wie etwa den Titel, den Verfasser und den Verlag. Bei der Verwendung von Dublin Core-Vokabularen werden die im Standard definierten Beschreibungskategorien oft durch zusätzliche Kategorien anderer Vokabulare erweitert, die von Dublin Core nicht vorgesehen sind. Bekannt sind die Vokabulare Dublin Core Element Set und Dublin Core Metadata Terms.